# Pierleone Leoni
Pierleone Leoni, conosciuto anche come Piero Leoni (o Lioni) e Pier Leone (o Pierleone) da Spoleto (Spoleto, 1445 circa – Firenze, 9 aprile 1492), è stato un medico, filosofo e astrologo italiano.

## Biografia
Di famiglia aristocratica spoletina, studiò probabilmente a Roma, e successivamente, già dottore in arti e medicina, fu chiamato ad insegnare a Padova, dove mantenne la cattedra fino alla morte, e a Pisa.
Fu qui che ebbe modo di entrare in contatto con la cerchia di artisti e filosofi che gravitavano attorno a Lorenzo de Medici, a Firenze. Iniziò ad avere contatti e una fitta corrispondenza con Marsilio Ficino e Pico della Mirandola.
Venne considerato dai suoi contemporanei uno dei più valenti uomini di scienza esistenti all'epoca. I più illustri personaggi e sovrani dell'epoca, come il duca di Calabria, il re di Napoli, Ludovico il Moro, forse anche il papa Innocenzo VIII, richiesero le sue cure, tanto che divenne il medico personale dello stesso Lorenzo de Medici.
All'indomani della morte di Lorenzo de Medici venne ingiustamente sospettato di essere stato il responsabile del suo avvelenamento, e venne quindi strangolato e gettato in un pozzo il giorno seguente. Diverse fonti dell'epoca
 sostengono che il mandante dell'uccisione del Pierleoni fosse stato il figlio di Lorenzo, Piero il Fatuo.